# Vitagraph

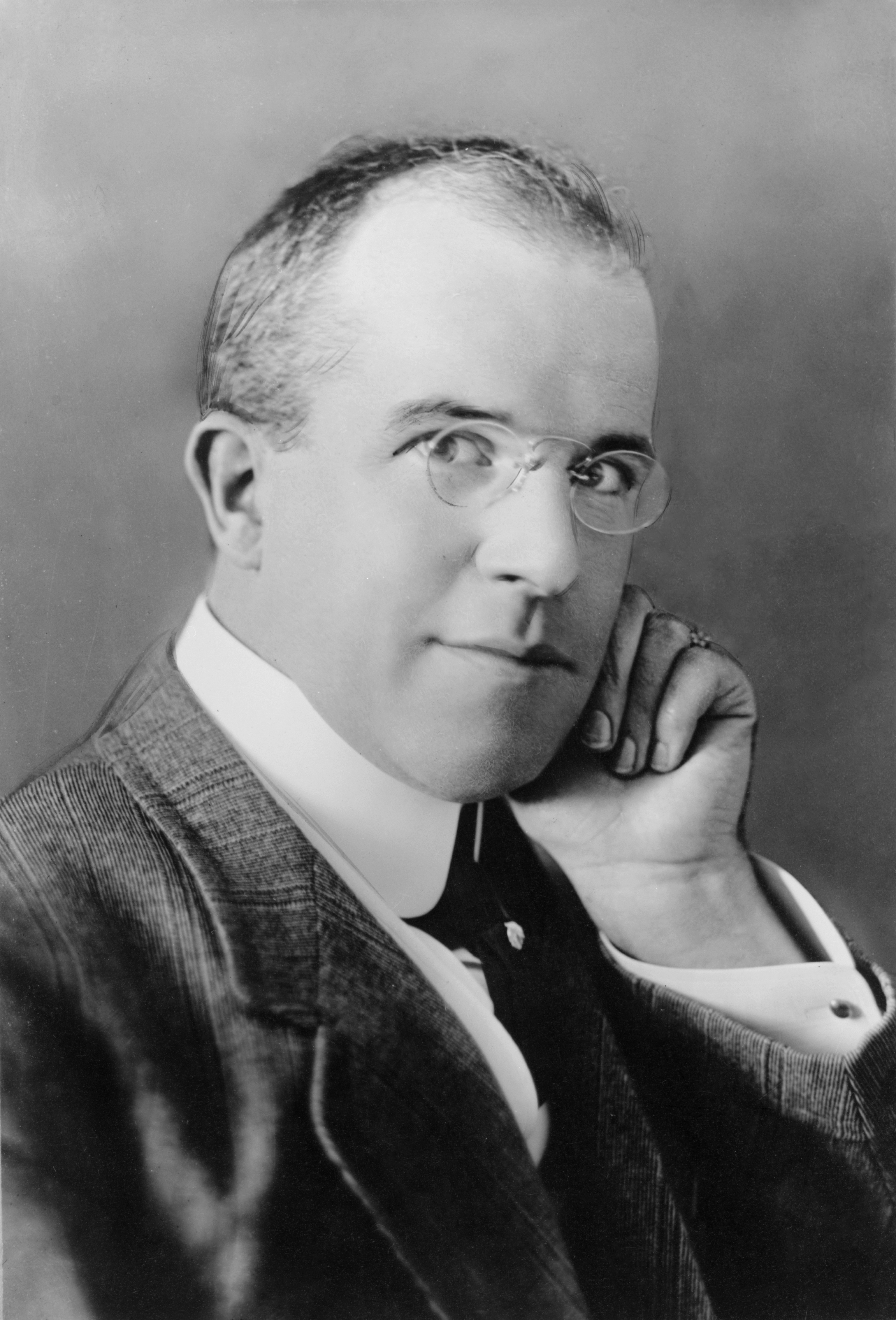
Стюарт Блэктон

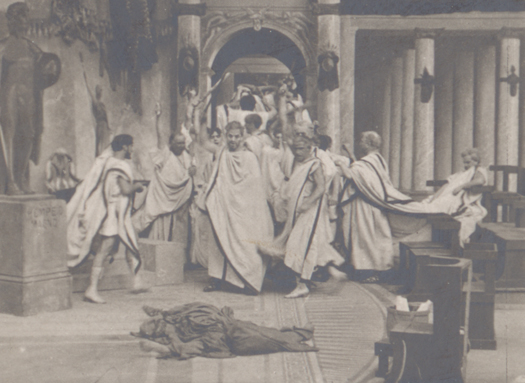
Кадр из фильма «Юлий Цезарь» (1908)

Vitagraph (англ. Vitagraph Company of America) — американская киностудия, основанная в 1897 году.

## Вайтограф
Джеймс Стюарт Блэктон, в прошлом карикатурист и журналист, вместе с Альбертом Эдвардом Смитом и Попом Роком основал фирму «Vitagraph». Стюарт Блэктон и Альберт Смит познакомились с кинематографом в лабораториях Томаса Эдисона. Блэктон сконструировал аппарат, названный «Vitagraph». С его помощью он снял свой первый фильм — «Вор на крыше». Его компаньоны занимались коммерческими делами предприятия, в котором он был художественным руководителем. В первые годы существования компании он оставался единственным режиссёром фирмы. После 1905 года он становится её художественным директором и руководит несколькими режиссёрами, работающими по его указаниям.
В 1898 году был снят фильм «Испанский флаг сорван». В том же году был  подготовлен первый в США фильм с макетными съёмками — потопление американским военным флотом испанских кораблей в бухте Сант-Яго.
В 1909—1910 годах Блэктон выпускает ряд фильмов, имевших большой успех: «Наполеон», «Жизнь Моисея», «Вашингтон». У него работают шесть режиссёров, а его труппа насчитывает 86 актёров.
В январе 1909 года компания «Vitagraph», совместно с другими компаниями («Эдисон», «Кинемаколор», «Байограф», «Зелиг», «Эссеней», «Любин», «Калем», «Пате», «Стар фильм», «Солакс», «Гамон», «Месстер», «Торговым домом Ханжонкова», «Прушинского») вошла в Компанию кинопатентов.
В феврале 1914 года «Vitagraph» открывает свой кинотеатр на Бродвее. В 1925 году фирму приобретают Warner Brothers (для создания Vitaphone в 1926).

## Творчество

### Режиссёры, снимавшие на киностудии «Vitagraph»
- Стюарт Блэктон
- Уильям Рейнус
- Маридсон Петерс
- Джордж Бекер
- Ларри Тримбл

### Фильмография
- 1900 — Очарованный рисунок / The enchanted drawing
- 1905 — Приключения Шерлока Холмса / Adventures of Sherlock Holmes
- 1900 — Испанский флаг сорван / Tearing Down the Spanish Flag
- 1907 — Сцены из подлинной жизни
- 1907 — Магическое вечное перо (Рисунок галопом)
- 1907 — Гостиница с приведениями
- 1907 — Польский еврей
- 1907 — Забавный сот
- 1907 — Шпион

- 1908 — Юлий Цезарь
- 1908 — Морская нимфа
- 1908 — Саломея, или Танец семи покрывал
- 1908 — Дочь викинга
- 1908 — Макбет
- 1908 — Ричард III
- 1908 — Наполеон
- 1908 — Комедия ошибок / A Comedy of Errors (режиссёр Стюарт Блэктон)
- 1908 — 1909 — Саломея или Танец семи покрывал
- 1908 — 1909 — Саул и Давид
- 1908 — 1909 — Кенильворт
- 1908 — 1909 — Оливер Твист

- 1909 — Сон в летнюю ночь / A Midsummer Night’s Dream (режиссёр Стюарт Блэктон)
- 1909 — Суд Соломона / The Judgment of Solomon (режиссёр Стюарт Блэктон)
- 1909 — 1910 — Вашингтон
- 1910 — Капитал против труда / Capital versus Labor
- 1910 — Жизнь Моисея

- 1919 — /
- 1911 — Штрейкбрехер — не подлец, или Трагическая стачка
- 1911 — Военный гимн Республики / The Battle Hymn of the Republik
- 1912 — Игрок в покер / A cure for pokeritis
- 1914 — Очарование Флориды / A Florida Enchantment

- 1918 — Железное испытание / The Iron Test
- 1918 — Дипломатическая миссия / A Diplomatic Mission
- 1918 — Птица Багдада / A Bird of Bagdad
- 1918 — Зелёный Бог / The Green God
- 1918 — В борьбе за миллионы / A Fight for Millions
- 1918 — Часы любви / Love Watches
- 1918 — Одна тысяча долларов / One Thousand Dollars
- 1918 — Девушка и графт / The Girl and the Graft
- 1918 — Девушка в его доме / The Girl in His House
- 1918 — Маленький беглец / The Little Runaway
- 1918 — Печать молчания / The Seal of Silence
- 1918 — Женщина в сети / A Woman in the Web
- 1918 — Песня души / The Song of the Soul
- 1918 — Момент победы / The Moment of Victory

- 1919 — Когда человек любит / When a Man Loves
- 1919 — Черные ворота / The Black Gate
- 1919 — За стеной сада / Over the Garden Wall
- 1919 — Игроки / The Gamblers
- 1919 — Между актами / Between the Acts
- 1919 — Волк / The Wolf
- 1919 — Девочка-женщина / The Girl-Woman
- 1919 — Простая жизнь / The Simple Life
- 1919 — Тени прошлого / Shadows of the Past
- 1919 — Человек, который победил / The Man Who Won
- 1919 — Здоровый и весёлый / Healthy and Happy
- 1919 — Маленький Босс / The Little Boss
- 1919 — Тонкий лед / Thin Ice
- 1919 — Две женщины / Two Women
- 1919 — Лев и мышь / The Lion and the Mouse

- 1920 — Двор / The Backyard
- 1920 — Весна / Springtime
- 1920 — Доллар и женщина / Dollars and the Woman
- 1920 — Тимбле, Тимбле / Thimble, Thimble
- 1920 — Капитан Свифт / Captain Swift
- 1920 — Дружеский звонок / The Friendly Call
- 1920 — Полночная невеста / The Midnight Bride

- 1921 — Радуга / Rainbow
- 1921 — Брачные сети / Matrimonial Web
- 1921 — Чёрная красота / Black Beauty
- 1921 — Закрытые двери / Closed Doors
- 1921 — Таинственный незнакомец / The Mysterious Stranger
- 1921 — Спортсмен / The Sportsman

- 1922 — Маска Фортуны / Fortune’s Mask
- 1922 — Гольф / Golf
- 1922 — Свет в темноте / The Light in the Dark
- 1922 — Голубая кровь / Blue Blood
- 1922 — Человек с Даунинг-стрит / The Man from Downing Street

- 1923 — Молния любви / Lightning Love
- 1923 — Полночное кабаре / The Midnight Cabaret

- 1924 — Капитан Блад / Captain Blood

- 1925 — Час любви / The Love Hour

- Проснись, Америка
- Боевой клич мира
- Ромео и Джульетта
- Антоний и Клеопатра
- Электра
- Тезей — победитель Минотавра
- Весталка
- Повесть о двух городах

### Актёры, снимавшиеся на киностудии «Вайтограф»
- Уильям Раноус
- Морис Костелло
- Дж. Уоррен Керриган
- Флоренс Тэрнер
- Эдит Сторей
- Пол Панцер
- Норманд, Мэйбл
- сестры Толмедж
- Клара Кимболл Янг
- Роз-Мари Тиби
- Ван-Дейк Брук
- Хелен Костелло
- Джон Банни
- Флора Финч
- Хелен Гарднер (1910—1912, 1915—1920 и 1924)